# Цветково (Минская область)
Цветко́во (бел. Цвятко́ва) — деревня в составе Дзержинского сельсовета Дзержинского района Минской области Беларуси. Деревня расположена в 4 километрах от Дзержинска, 33 километрах от Минска и 3 километрах от железнодорожной станции Койданово.

## История
Посёлок был основан в 20-е годы XX века сельчанами, которые ранее жили в деревне Кукшевичи, причиной этому стало то, что Кукшевичи были обстреляны и сожжены немецкими (кайзеровскими) войсками. В Великую Отечественную войну с 28 июня 1941 года по 7 июля 1944 года находилась под немецко-фашистской оккупацией. В 1960 году в составе Станьковского сельсовета, в деревне проживали 54 жителя. В 1964 году деревня была передана из состава Станьковского сельсовета в состав Дзержинский сельсовета. В 1988 году здесь проживали 26 жителей. По состоянию на 2009 год в составе СПК «Крутогорье-Петковичи».

## Население
| Численность населения (по годам) | Численность населения (по годам) | Численность населения (по годам) | Численность населения (по годам) | Численность населения (по годам) | Численность населения (по годам) | Численность населения (по годам) | Численность населения (по годам) | Численность населения (по годам) |
| 1960                             | 1988                             | 1999                             | 2004                             | 2010                             | 2017                             | 2018                             | 2020                             | 2022                             |
| -------------------------------- | -------------------------------- | -------------------------------- | -------------------------------- | -------------------------------- | -------------------------------- | -------------------------------- | -------------------------------- | -------------------------------- |
| 54                               | ↘ 26                             | ↘ 14                             | ↗ 15                             | ↗ 26                             | ↘ 18                             | ↘ 17                             | → 17                             | → 17                             |